# Campeonato Brasileiro de Futebol de 2006 - Série C
O Campeonato Brasileiro da Série C de 2006 foi a 16.ª edição da terceira divisão do futebol brasileiro disputado no segundo semestre de 2006. Seu regulamento foi similar ao do ano anterior: 64 times divididos em 16 grupos de 4, classificando-se os dois melhores de cada grupo para a segunda fase. Na segunda fase serão 8 grupos de 4 equipes, com as 2 melhores se classificando à terceira fase, que terá 4 grupos de 4 times. Os dois melhores de cada grupo disputarão um octagonal, com os 4 melhores se classificando à Série B de 2007.

## Equipes participantes
| Estado             | Equipe                  | Cidade                  |
| ------------------ | ----------------------- | ----------------------- |
| Acre               | ADESG                   | Senador Guiomard        |
| Alagoas            | Coruripe                | Coruripe                |
| Alagoas            | CSA                     | Maceió                  |
| Amapá              | Amapá                   | Macapá                  |
| Amazonas           | Fast Clube              | Manaus                  |
| Amazonas           | Rio Negro-AM            | Manaus                  |
| Bahia              | Bahia                   | Salvador                |
| Bahia              | Vitória                 | Salvador                |
| Bahia              | Colo Colo               | Ilhéus                  |
| Bahia              | Ipitanga                | Lauro de Freitas        |
| Ceará              | Ferroviário             | Fortaleza               |
| Ceará              | Icasa                   | Juazeiro do Norte       |
| Distrito Federal   | Ceilândia               | Ceilândia               |
| Distrito Federal   | Luziânia                | Luziânia                |
| Espírito Santo     | Estrela do Norte        | Cachoeiro de Itapemirim |
| Espírito Santo     | Vitória-ES              | Vitória                 |
| Goiás              | Anapolina               | Anápolis                |
| Goiás              | Atlético Goianiense     | Goiânia                 |
| Goiás              | Jataiense               | Jataí                   |
| Maranhão           | Imperatriz              | Imperatriz              |
| Maranhão           | Maranhão                | São Luís                |
| Mato Grosso        | Mixto                   | Cuiabá                  |
| Mato Grosso        | Operário FC             | Várzea Grande           |
| Mato Grosso do Sul | Coxim                   | Coxim                   |
| Mato Grosso do Sul | SERC                    | Chapadão do Sul         |
| Minas Gerais       | América Mineiro         | Belo Horizonte          |
| Minas Gerais       | Ipatinga                | Ipatinga                |
| Minas Gerais       | Ituiutaba (Boa Esporte) | Varginha                |
| Pará               | Ananindeua              | Ananindeua              |
| Pará               | Tuna Luso               | Belém                   |
| Paraíba            | Treze                   | Campina Grande          |
| Paraíba            | Botafogo-PB             | João Pessoa             |

| Estado              | Equipe              | Cidade                   |
| ------------------- | ------------------- | ------------------------ |
| Paraná              | ADAP                | Campo Mourão             |
| Paraná              | J. Malucelli        | Curitiba                 |
| Paraná              | Rio Branco          | Paranaguá                |
| Pernambuco          | Porto               | Caruaru                  |
| Pernambuco          | Ypiranga            | Santa Cruz do Capibaribe |
| Piauí               | Flamengo            | Teresina                 |
| Piauí               | River               | Teresina                 |
| Rio de Janeiro      | America             | Rio de Janeiro           |
| Rio de Janeiro      | Americano           | Campos dos Goytacazes    |
| Rio de Janeiro      | Cabofriense         | Cabo Frio                |
| Rio de Janeiro      | Madureira           | Rio de Janeiro           |
| Rio Grande do Norte | Baraúnas            | Mossoró                  |
| Rio Grande do Norte | Potiguar de Mossoró | Mossoró                  |
| Rio Grande do Sul   | Brasil              | Pelotas                  |
| Rio Grande do Sul   | Caxias              | Caxias do Sul            |
| Rio Grande do Sul   | Novo Hamburgo       | Novo Hamburgo            |
| Rio Grande do Sul   | Ulbra               | Canoas                   |
| Rondônia            | Ulbra               | Ji-Paraná                |
| Roraima             | São Raimundo        | Boa Vista                |
| Santa Catarina      | Criciúma            | Criciúma                 |
| Santa Catarina      | Joinville           | Joinville                |
| Santa Catarina      | Marcílio Dias       | Itajaí                   |
| São Paulo           | América             | São José do Rio Preto    |
| São Paulo           | Grêmio Barueri      | Barueri                  |
| São Paulo           | Juventus            | São Paulo                |
| São Paulo           | Noroeste            | Bauru                    |
| São Paulo           | Rio Branco          | Americana                |
| São Paulo           | União Barbarense    | Santa Bárbara d'Oeste    |
| Sergipe             | Confiança           | Aracaju                  |
| Sergipe             | Pirambu             | Pirambu                  |
| Tocantins           | Araguaína           | Araguaína                |

## Tabela de Classificação

### Primeira Fase
|  |                              |
|  | Classificados à Próxima Fase |

Grupo 1
| Grupo 1 | Grupo 1   | Grupo 1 | Grupo 1 | Grupo 1 | Grupo 1 | Grupo 1 | Grupo 1 | Grupo 1 | Grupo 1 |
| Team    | Team      | Pts     | J       | V       | E       | D       | GP      | GC      | SG      |
| ------- | --------- | ------- | ------- | ------- | ------- | ------- | ------- | ------- | ------- |
| 1       | Tuna Luso | 10      | 4       | 3       | 1       | 0       | 9       | 4       | 5       |
| 2       | Rio Negro | 4       | 4       | 1       | 1       | 2       | 7       | 8       | -1      |
| 3       | ADESG     | 3       | 4       | 1       | 0       | 3       | 3       | 7       | -4      |

| Pts – Pontos ganhos; J – Jogos; V - Vitórias; E - Empates; D - Derrotas; GP – Gols pró; GC – Gols contra; SG – Saldo de gols |

Grupo 2
| Grupo 2 | Grupo 2         | Grupo 2 | Grupo 2 | Grupo 2 | Grupo 2 | Grupo 2 | Grupo 2 | Grupo 2 | Grupo 2 |
| Team    | Team            | Pts     | J       | V       | E       | D       | GP      | GC      | SG      |
| ------- | --------------- | ------- | ------- | ------- | ------- | ------- | ------- | ------- | ------- |
| 1       | Fast Clube      | 13      | 6       | 4       | 1       | 1       | 7       | 3       | 4       |
| 2       | Ananindeua      | 10      | 6       | 3       | 1       | 2       | 12      | 8       | 4       |
| 3       | Amapá           | 5       | 6       | 1       | 2       | 3       | 7       | 11      | -4      |
| 4       | São Raimundo-RR | 5       | 6       | 1       | 2       | 3       | 5       | 9       | -4      |

| Pts – Pontos ganhos; J – Jogos; V - Vitórias; E - Empates; D - Derrotas; GP – Gols pró; GC – Gols contra; SG – Saldo de gols |

Grupo 3
| Grupo 3 | Grupo 3   | Grupo 3 | Grupo 3 | Grupo 3 | Grupo 3 | Grupo 3 | Grupo 3 | Grupo 3 | Grupo 3 |
| Team    | Team      | Pts     | J       | V       | E       | D       | GP      | GC      | SG      |
| ------- | --------- | ------- | ------- | ------- | ------- | ------- | ------- | ------- | ------- |
| 1       | Operário  | 9       | 6       | 2       | 3       | 1       | 8       | 6       | 2       |
| 2       | Mixto     | 9       | 6       | 2       | 3       | 1       | 6       | 6       | 0       |
| 3       | Araguaína | 7       | 6       | 2       | 1       | 3       | 6       | 8       | -2      |
| 4       | Ulbra     | 0       | 6       | 1       | 3       | 2       | 7       | 7       | 0       |

| Pts – Pontos ganhos; J – Jogos; V - Vitórias; E - Empates; D - Derrotas; GP – Gols pró; GC – Gols contra; SG – Saldo de gols |

Grupo 4
| Grupo 4 | Grupo 4    | Grupo 4 | Grupo 4 | Grupo 4 | Grupo 4 | Grupo 4 | Grupo 4 | Grupo 4 | Grupo 4 |
| Team    | Team       | Pts     | J       | V       | E       | D       | GP      | GC      | SG      |
| ------- | ---------- | ------- | ------- | ------- | ------- | ------- | ------- | ------- | ------- |
| 1       | Ríver      | 13      | 6       | 4       | 1       | 1       | 12      | 4       | 8       |
| 2       | Maranhão   | 10      | 6       | 3       | 1       | 2       | 8       | 6       | 2       |
| 3       | Imperatriz | 8       | 6       | 2       | 2       | 2       | 6       | 4       | 2       |
| 4       | Flamengo   | 2       | 6       | 0       | 2       | 4       | 3       | 15      | -12     |

| Pts – Pontos ganhos; J – Jogos; V - Vitórias; E - Empates; D - Derrotas; GP – Gols pró; GC – Gols contra; SG – Saldo de gols |

Grupo 5
| Grupo 5 | Grupo 5  | Grupo 5 | Grupo 5 | Grupo 5 | Grupo 5 | Grupo 5 | Grupo 5 | Grupo 5 | Grupo 5 |
| Team    | Team     | Pts     | J       | V       | E       | D       | GP      | GC      | SG      |
| ------- | -------- | ------- | ------- | ------- | ------- | ------- | ------- | ------- | ------- |
| 1       | Icasa    | 12      | 6       | 3       | 3       | 0       | 13      | 7       | 6       |
| 2       | Porto    | 11      | 6       | 3       | 2       | 1       | 10      | 8       | 2       |
| 3       | Baraúnas | 5       | 6       | 1       | 2       | 3       | 8       | 12      | -6      |
| 4       | Botafogo | 4       | 6       | 1       | 1       | 4       | 8       | 12      | -4      |

| Pts – Pontos ganhos; J – Jogos; V - Vitórias; E - Empates; D - Derrotas; GP – Gols pró; GC – Gols contra; SG – Saldo de gols |

Grupo 6
| Grupo 6 | Grupo 6     | Grupo 6 | Grupo 6 | Grupo 6 | Grupo 6 | Grupo 6 | Grupo 6 | Grupo 6 | Grupo 6 |
| Team    | Team        | Pts     | J       | V       | E       | D       | GP      | GC      | SG      |
| ------- | ----------- | ------- | ------- | ------- | ------- | ------- | ------- | ------- | ------- |
| 1       | Ferroviário | 10      | 6       | 3       | 1       | 2       | 9       | 9       | 0       |
| 2       | Treze       | 9       | 6       | 2       | 3       | 1       | 7       | 5       | 2       |
| 3       | Potiguar    | 8       | 6       | 2       | 2       | 2       | 6       | 3       | -3      |
| 4       | Ypiranga    | 5       | 6       | 1       | 2       | 3       | 6       | 11      | -5      |

| Pts – Pontos ganhos; J – Jogos; V - Vitórias; E - Empates; D - Derrotas; GP – Gols pró; GC – Gols contra; SG – Saldo de gols |

Grupo 7
| Grupo 7 | Grupo 7   | Grupo 7 | Grupo 7 | Grupo 7 | Grupo 7 | Grupo 7 | Grupo 7 | Grupo 7 | Grupo 7 |
| Team    | Team      | Pts     | J       | V       | E       | D       | GP      | GC      | SG      |
| ------- | --------- | ------- | ------- | ------- | ------- | ------- | ------- | ------- | ------- |
| 1       | Bahia     | 13      | 6       | 4       | 1       | 1       | 12      | 7       | 5       |
| 2       | Confiança | 9       | 6       | 2       | 3       | 1       | 8       | 7       | 1       |
| 3       | CSA       | 5       | 6       | 1       | 2       | 3       | 8       | 10      | -2      |
| 4       | Colo-Colo | 5       | 6       | 1       | 2       | 3       | 8       | 12      | -4      |

| Pts – Pontos ganhos; J – Jogos; V - Vitórias; E - Empates; D - Derrotas; GP – Gols pró; GC – Gols contra; SG – Saldo de gols |

Grupo 8
| Grupo 8 | Grupo 8  | Grupo 8 | Grupo 8 | Grupo 8 | Grupo 8 | Grupo 8 | Grupo 8 | Grupo 8 | Grupo 8 |
| Team    | Team     | Pts     | J       | V       | E       | D       | GP      | GC      | SG      |
| ------- | -------- | ------- | ------- | ------- | ------- | ------- | ------- | ------- | ------- |
| 1       | Vitória  | 11      | 6       | 3       | 2       | 1       | 11      | 6       | 5       |
| 2       | Coruripe | 11      | 6       | 3       | 2       | 1       | 9       | 7       | 2       |
| 3       | Pirambu  | 7       | 6       | 2       | 1       | 3       | 8       | 9       | -1      |
| 4       | Ipitanga | 4       | 6       | 1       | 1       | 4       | 5       | 11      | -6      |

| Pts – Pontos ganhos; J – Jogos; V - Vitórias; E - Empates; D - Derrotas; GP – Gols pró; GC – Gols contra; SG – Saldo de gols |

Grupo 9
| Grupo 9 | Grupo 9   | Grupo 9 | Grupo 9 | Grupo 9 | Grupo 9 | Grupo 9 | Grupo 9 | Grupo 9 | Grupo 9 |
| Team    | Team      | Pts     | J       | V       | E       | D       | GP      | GC      | SG      |
| ------- | --------- | ------- | ------- | ------- | ------- | ------- | ------- | ------- | ------- |
| 1       | Jataiense | 12      | 6       | 3       | 3       | 0       | 12      | 6       | 6       |
| 2       | Anapolina | 10      | 6       | 2       | 4       | 0       | 13      | 6       | 5       |
| 3       | Luziânia  | 4       | 6       | 1       | 1       | 4       | 5       | 15      | -10     |
| 4       | Coxim     | 4       | 6       | 0       | 4       | 2       | 4       | 7       | -3      |

| Pts – Pontos ganhos; J – Jogos; V - Vitórias; E - Empates; D - Derrotas; GP – Gols pró; GC – Gols contra; SG – Saldo de gols |

Grupo 10
| Grupo 10 | Grupo 10  | Grupo 10 | Grupo 10 | Grupo 10 | Grupo 10 | Grupo 10 | Grupo 10 | Grupo 10 | Grupo 10 |
| Team     | Team      | Pts      | J        | V        | E        | D        | GP       | GC       | SG       |
| -------- | --------- | -------- | -------- | -------- | -------- | -------- | -------- | -------- | -------- |
| 1        | Ituiutaba | 13       | 6        | 4        | 1        | 1        | 8        | 2        | 6        |
| 2        | Atlético  | 8        | 6        | 2        | 2        | 2        | 6        | 6        | 0        |
| 3        | Chapadão  | 7        | 6        | 2        | 1        | 3        | 3        | 5        | -2       |
| 4        | Ceilândia | 6        | 6        | 2        | 0        | 4        | 5        | 9        | -4       |

| Pts – Pontos ganhos; J – Jogos; V - Vitórias; E - Empates; D - Derrotas; GP – Gols pró; GC – Gols contra; SG – Saldo de gols |

Grupo 11
| Grupo 11 | Grupo 11       | Grupo 11 | Grupo 11 | Grupo 11 | Grupo 11 | Grupo 11 | Grupo 11 | Grupo 11 | Grupo 11 |
| Team     | Team           | Pts      | J        | V        | E        | D        | GP       | GC       | SG       |
| -------- | -------------- | -------- | -------- | -------- | -------- | -------- | -------- | -------- | -------- |
| 1        | América-MG     | 15       | 6        | 5        | 0        | 1        | 10       | 4        | 6        |
| 2        | Grêmio Barueri | 13       | 6        | 4        | 1        | 1        | 7        | 4        | 3        |
| 3        | Vitória        | 4        | 6        | 1        | 1        | 4        | 5        | 9        | -4       |
| 4        | America-RJ     | 2        | 6        | 0        | 2        | 4        | 4        | 9        | -5       |

| Pts – Pontos ganhos; J – Jogos; V - Vitórias; E - Empates; D - Derrotas; GP – Gols pró; GC – Gols contra; SG – Saldo de gols |

Grupo 12
| Grupo 12 | Grupo 12         | Grupo 12 | Grupo 12 | Grupo 12 | Grupo 12 | Grupo 12 | Grupo 12 | Grupo 12 | Grupo 12 |
| Team     | Team             | Pts      | J        | V        | E        | D        | GP       | GC       | SG       |
| -------- | ---------------- | -------- | -------- | -------- | -------- | -------- | -------- | -------- | -------- |
| 1        | Americano        | 14       | 6        | 4        | 2        | 0        | 9        | 5        | 4        |
| 2        | Ipatinga         | 10       | 6        | 3        | 1        | 2        | 6        | 4        | 2        |
| 3        | Estrela do Norte | 6        | 6        | 2        | 0        | 4        | 5        | 9        | -4       |
| 4        | Juventus         | 4        | 6        | 1        | 1        | 4        | 7        | 9        | -2       |

| Pts – Pontos ganhos; J – Jogos; V - Vitórias; E - Empates; D - Derrotas; GP – Gols pró; GC – Gols contra; SG – Saldo de gols |

Grupo 13
| Grupo 13 | Grupo 13         | Grupo 13 | Grupo 13 | Grupo 13 | Grupo 13 | Grupo 13 | Grupo 13 | Grupo 13 | Grupo 13 |
| Team     | Team             | Pts      | J        | V        | E        | D        | GP       | GC       | SG       |
| -------- | ---------------- | -------- | -------- | -------- | -------- | -------- | -------- | -------- | -------- |
| 1        | Cabofriense      | 11       | 6        | 3        | 2        | 1        | 10       | 6        | 4        |
| 2        | Rio Branco       | 10       | 6        | 3        | 1        | 2        | 13       | 8        | 5        |
| 3        | Madureira        | 7        | 6        | 2        | 1        | 3        | 8        | 7        | 1        |
| 4        | União Barbarense | 6        | 6        | 2        | 0        | 4        | 5        | 15       | -10      |

| Pts – Pontos ganhos; J – Jogos; V - Vitórias; E - Empates; D - Derrotas; GP – Gols pró; GC – Gols contra; SG – Saldo de gols |

Grupo 14
| Grupo 14 | Grupo 14     | Grupo 14 | Grupo 14 | Grupo 14 | Grupo 14 | Grupo 14 | Grupo 14 | Grupo 14 | Grupo 14 |
| Team     | Team         | Pts      | J        | V        | E        | D        | GP       | GC       | SG       |
| -------- | ------------ | -------- | -------- | -------- | -------- | -------- | -------- | -------- | -------- |
| 1        | J. Malucelli | 10       | 6        | 3        | 1        | 2        | 8        | 4        | 4        |
| 2        | Noroeste     | 9        | 6        | 2        | 3        | 1        | 5        | 5        | 0        |
| 3        | ADAP         | 7        | 6        | 1        | 4        | 1        | 4        | 5        | -1       |
| 4        | América-SP   | 5        | 6        | 1        | 2        | 3        | 4        | 7        | -3       |

| Pts – Pontos ganhos; J – Jogos; V - Vitórias; E - Empates; D - Derrotas; GP – Gols pró; GC – Gols contra; SG – Saldo de gols |

Grupo 15
| Grupo 15 | Grupo 15   | Grupo 15 | Grupo 15 | Grupo 15 | Grupo 15 | Grupo 15 | Grupo 15 | Grupo 15 | Grupo 15 |
| Team     | Team       | Pts      | J        | V        | E        | D        | GP       | GC       | SG       |
| -------- | ---------- | -------- | -------- | -------- | -------- | -------- | -------- | -------- | -------- |
| 1        | Joinville  | 11       | 6        | 3        | 2        | 1        | 8        | 4        | 4        |
| 2        | Ulbra      | 10       | 6        | 2        | 4        | 0        | 7        | 5        | 2        |
| 3        | Caxias     | 7        | 6        | 2        | 1        | 3        | 8        | 7        | 1        |
| 4        | Rio Branco | 4        | 6        | 1        | 1        | 4        | 3        | 10       | -7       |

| Pts – Pontos ganhos; J – Jogos; V - Vitórias; E - Empates; D - Derrotas; GP – Gols pró; GC – Gols contra; SG – Saldo de gols |

Grupo 16
| Grupo 16 | Grupo 16          | Grupo 16 | Grupo 16 | Grupo 16 | Grupo 16 | Grupo 16 | Grupo 16 | Grupo 16 | Grupo 16 |
| Team     | Team              | Pts      | J        | V        | E        | D        | GP       | GC       | SG       |
| -------- | ----------------- | -------- | -------- | -------- | -------- | -------- | -------- | -------- | -------- |
| 1        | Brasil de Pelotas | 15       | 6        | 5        | 0        | 1        | 10       | 8        | 2        |
| 2        | Criciúma          | 13       | 6        | 4        | 1        | 1        | 20       | 9        | 11       |
| 3        | Novo Hamburgo     | 7        | 6        | 2        | 1        | 3        | 7        | 14       | -7       |
| 4        | Marcílio Dias     | 0        | 6        | 0        | 0        | 6        | 7        | 13       | -6       |

| Pts – Pontos ganhos; J – Jogos; V - Vitórias; E - Empates; D - Derrotas; GP – Gols pró; GC – Gols contra; SG – Saldo de gols |

### Segunda Fase
| style="background:#ff8c00;"|
| style="background:#fff;"| Classificados à Próxima Fase
|}
Grupo 17
| Grupo 17 | Grupo 17   | Grupo 17 | Grupo 17 | Grupo 17 | Grupo 17 | Grupo 17 | Grupo 17 | Grupo 17 | Grupo 17 |
| Team     | Team       | Pts      | J        | V        | E        | D        | GP       | GC       | SG       |
| -------- | ---------- | -------- | -------- | -------- | -------- | -------- | -------- | -------- | -------- |
| 1        | Ananindeua | 11       | 6        | 3        | 2        | 1        | 12       | 8        | 4        |
| 2        | Tuna Luso  | 10       | 6        | 3        | 1        | 2        | 10       | 8        | 2        |
| 3        | Maranhão   | 7        | 6        | 2        | 1        | 3        | 12       | 12       | 0        |
| 3        | Operário   | 5        | 6        | 1        | 2        | 3        | 8        | 14       | -6       |

| Pts – Pontos ganhos; J – Jogos; V - Vitórias; E - Empates; D - Derrotas; GP – Gols pró; GC – Gols contra; SG – Saldo de gols |

Grupo 18
| Grupo 18 | Grupo 18   | Grupo 18 | Grupo 18 | Grupo 18 | Grupo 18 | Grupo 18 | Grupo 18 | Grupo 18 | Grupo 18 |
| Team     | Team       | Pts      | J        | V        | E        | D        | GP       | GC       | SG       |
| -------- | ---------- | -------- | -------- | -------- | -------- | -------- | -------- | -------- | -------- |
| 1        | Ríver      | 11       | 6        | 3        | 2        | 1        | 9        | 4        | 5        |
| 2        | Rio Negro  | 8        | 6        | 2        | 2        | 2        | 4        | 7        | -3       |
| 3        | Fast Clube | 7        | 6        | 2        | 1        | 3        | 10       | 8        | 2        |
| 4        | Mixto      | 6        | 6        | 1        | 3        | 2        | 4        | 5        | -4       |

| Pts – Pontos ganhos; J – Jogos; V - Vitórias; E - Empates; D - Derrotas; GP – Gols pró; GC – Gols contra; SG – Saldo de gols |

Grupo 19
| Grupo 19 | Grupo 19 | Grupo 19 | Grupo 19 | Grupo 19 | Grupo 19 | Grupo 19 | Grupo 19 | Grupo 19 | Grupo 19 |
| Team     | Team     | Pts      | J        | V        | E        | D        | GP       | GC       | SG       |
| -------- | -------- | -------- | -------- | -------- | -------- | -------- | -------- | -------- | -------- |
| 1        | Bahia    | 12       | 6        | 4        | 0        | 2        | 2        | 10       | 2        |
| 2        | Treze    | 8        | 6        | 2        | 2        | 2        | 10       | 9        | 1        |
| 3        | Coruripe | 7        | 6        | 2        | 1        | 3        | 8        | 10       | -2       |
| 4        | Icasa    | 6        | 6        | 1        | 3        | 2        | 10       | 11       | -1       |

| Pts – Pontos ganhos; J – Jogos; V - Vitórias; E - Empates; D - Derrotas; GP – Gols pró; GC – Gols contra; SG – Saldo de gols |

Grupo 20
| Grupo 20 | Grupo 20    | Grupo 20 | Grupo 20 | Grupo 20 | Grupo 20 | Grupo 20 | Grupo 20 | Grupo 20 | Grupo 20 |
| Team     | Team        | Pts      | J        | V        | E        | D        | GP       | GC       | SG       |
| -------- | ----------- | -------- | -------- | -------- | -------- | -------- | -------- | -------- | -------- |
| 1        | Vitória     | 12       | 6        | 4        | 0        | 2        | 14       | 6        | 8        |
| 2        | Ferroviário | 11       | 6        | 3        | 2        | 1        | 10       | 9        | 1        |
| 3        | Confiança   | 5        | 6        | 1        | 2        | 3        | 7        | 11       | -4       |
| 4        | Porto       | 5        | 6        | 1        | 2        | 3        | 4        | 9        | -5       |

| Pts – Pontos ganhos; J – Jogos; V - Vitórias; E - Empates; D - Derrotas; GP – Gols pró; GC – Gols contra; SG – Saldo de gols |

Grupo 21
| Grupo 21 | Grupo 21   | Grupo 21 | Grupo 21 | Grupo 21 | Grupo 21 | Grupo 21 | Grupo 21 | Grupo 21 | Grupo 21 |
| Team     | Team       | Pts      | J        | V        | E        | D        | GP       | GC       | SG       |
| -------- | ---------- | -------- | -------- | -------- | -------- | -------- | -------- | -------- | -------- |
| 1        | Ipatinga   | 12       | 6        | 4        | 0        | 2        | 11       | 5        | 6        |
| 2        | América-MG | 10       | 6        | 3        | 1        | 2        | 13       | 5        | 8        |
| 3        | Atlético   | 8        | 6        | 2        | 2        | 2        | 7        | 7        | 0        |
| 4        | Jataiense  | 3        | 6        | 0        | 3        | 3        | 6        | 20       | -14      |

| Pts – Pontos ganhos; J – Jogos; V - Vitórias; E - Empates; D - Derrotas; GP – Gols pró; GC – Gols contra; SG – Saldo de gols |

Grupo 22
| Grupo 22 | Grupo 22       | Grupo 22 | Grupo 22 | Grupo 22 | Grupo 22 | Grupo 22 | Grupo 22 | Grupo 22 | Grupo 22 |
| Team     | Team           | Pts      | J        | V        | E        | D        | GP       | GC       | SG       |
| -------- | -------------- | -------- | -------- | -------- | -------- | -------- | -------- | -------- | -------- |
| 1        | Grêmio Barueri | 12       | 6        | 4        | 0        | 2        | 11       | 7        | 4        |
| 2        | Anapolina      | 10       | 6        | 3        | 1        | 2        | 8        | 8        | 0        |
| 3        | Ituiutaba      | 7        | 6        | 2        | 1        | 3        | 8        | 10       | -2       |
| 4        | Americano      | 6        | 6        | 2        | 0        | 6        | 8        | 10       | -2       |

| Pts – Pontos ganhos; J – Jogos; V - Vitórias; E - Empates; D - Derrotas; GP – Gols pró; GC – Gols contra; SG – Saldo de gols |

Grupo 23
| Grupo 23 | Grupo 23    | Grupo 23 | Grupo 23 | Grupo 23 | Grupo 23 | Grupo 23 | Grupo 23 | Grupo 23 | Grupo 23 |
| Team     | Team        | Pts      | J        | V        | E        | D        | GP       | GC       | SG       |
| -------- | ----------- | -------- | -------- | -------- | -------- | -------- | -------- | -------- | -------- |
| 1        | Noroeste    | 10       | 6        | 3        | 1        | 2        | 9        | 5        | 4        |
| 2        | Criciúma    | 10       | 6        | 3        | 1        | 2        | 10       | 9        | 1        |
| 3        | Joinville   | 9        | 6        | 3        | 0        | 3        | 12       | 10       | 2        |
| 4        | Cabofriense | 6        | 6        | 2        | 0        | 4        | 8        | 15       | -7       |

| Pts – Pontos ganhos; J – Jogos; V - Vitórias; E - Empates; D - Derrotas; GP – Gols pró; GC – Gols contra; SG – Saldo de gols |

Grupo 24
| Grupo 24 | Grupo 24          | Grupo 24 | Grupo 24 | Grupo 24 | Grupo 24 | Grupo 24 | Grupo 24 | Grupo 24 | Grupo 24 |
| Team     | Team              | Pts      | J        | V        | E        | D        | GP       | GC       | SG       |
| -------- | ----------------- | -------- | -------- | -------- | -------- | -------- | -------- | -------- | -------- |
| 1        | J. Malucelli      | 12       | 6        | 3        | 3        | 0        | 9        | 6        | 3        |
| 2        | Brasil de Pelotas | 10       | 6        | 3        | 1        | 2        | 6        | 3        | 3        |
| 3        | Ulbra             | 6        | 6        | 1        | 3        | 2        | 4        | 7        | -3       |
| 4        | Rio Branco        | 3        | 6        | 0        | 3        | 3        | 2        | 5        | -3       |

| Pts – Pontos ganhos; J – Jogos; V - Vitórias; E - Empates; D - Derrotas; GP – Gols pró; GC – Gols contra; SG – Saldo de gols |

### Terceira Fase
|  |                              |
|  | Classificados à Próxima Fase |

Grupo 25
| Grupo 25 | Grupo 25    | Grupo 25 | Grupo 25 | Grupo 25 | Grupo 25 | Grupo 25 | Grupo 25 | Grupo 25 | Grupo 25 |
| Team     | Team        | Pts      | J        | V        | E        | D        | GP       | GC       | SG       |
| -------- | ----------- | -------- | -------- | -------- | -------- | -------- | -------- | -------- | -------- |
| 1        | Bahia       | 13       | 6        | 4        | 1        | 1        | 7        | 4        | 3        |
| 2        | Ferroviário | 8        | 6        | 2        | 2        | 2        | 9        | 8        | 1        |
| 3        | Ananindeua  | 7        | 6        | 4        | 1        | 1        | 14       | 4        | 10       |
| 4        | Rio Negro   | 0        | 6        | 0        | 0        | 6        | 2        | 16       | -14      |

| Pts – Pontos ganhos; J – Jogos; V - Vitórias; E - Empates; D - Derrotas; GP – Gols pró; GC – Gols contra; SG – Saldo de gols |

Grupo 26
| Grupo 26 | Grupo 26  | Grupo 26 | Grupo 26 | Grupo 26 | Grupo 26 | Grupo 26 | Grupo 26 | Grupo 26 | Grupo 26 |
| Team     | Team      | Pts      | J        | V        | E        | D        | GP       | GC       | SG       |
| -------- | --------- | -------- | -------- | -------- | -------- | -------- | -------- | -------- | -------- |
| 1        | Vitória   | 11       | 6        | 3        | 2        | 1        | 13       | 9        | 4        |
| 2        | Treze     | 11       | 6        | 3        | 2        | 1        | 6        | 5        | 1        |
| 3        | Tuna Luso | 9        | 6        | 3        | 0        | 3        | 11       | 9        | 2        |
| 4        | River     | 3        | 6        | 1        | 0        | 5        | 8        | 15       | -7       |

| Pts – Pontos ganhos; J – Jogos; V - Vitórias; E - Empates; D - Derrotas; GP – Gols pró; GC – Gols contra; SG – Saldo de gols |

Grupo 27
| Grupo 27 | Grupo 27          | Grupo 27 | Grupo 27 | Grupo 27 | Grupo 27 | Grupo 27 | Grupo 27 | Grupo 27 | Grupo 27 |
| Team     | Team              | Pts      | J        | V        | E        | D        | GP       | GC       | SG       |
| -------- | ----------------- | -------- | -------- | -------- | -------- | -------- | -------- | -------- | -------- |
| 1        | Ipatinga          | 12       | 6        | 4        | 0        | 2        | 10       | 6        | 4        |
| 2        | Brasil de Pelotas | 11       | 6        | 3        | 2        | 1        | 8        | 7        | 1        |
| 3        | Noroeste          | 7        | 6        | 2        | 1        | 3        | 10       | 11       | -1       |
| 4        | Anapolina         | 3        | 6        | 0        | 3        | 3        | 5        | 9        | -4       |

| Pts – Pontos ganhos; J – Jogos; V - Vitórias; E - Empates; D - Derrotas; GP – Gols pró; GC – Gols contra; SG – Saldo de gols |

Grupo 28
| Grupo 28 | Grupo 28       | Grupo 28 | Grupo 28 | Grupo 28 | Grupo 28 | Grupo 28 | Grupo 28 | Grupo 28 | Grupo 28 |
| Team     | Team           | Pts      | J        | V        | E        | D        | GP       | GC       | SG       |
| -------- | -------------- | -------- | -------- | -------- | -------- | -------- | -------- | -------- | -------- |
| 1        | Grêmio Barueri | 12       | 6        | 4        | 0        | 2        | 10       | 9        | 1        |
| 2        | Criciúma       | 10       | 6        | 3        | 1        | 2        | 7        | 4        | 3        |
| 3        | América-MG     | 8        | 6        | 2        | 2        | 2        | 9        | 8        | 1        |
| 4        | J. Malucelli   | 3        | 6        | 0        | 3        | 3        | 3        | 8        | -5       |

| Pts – Pontos ganhos; J – Jogos; V - Vitórias; E - Empates; D - Derrotas; GP – Gols pró; GC – Gols contra; SG – Saldo de gols |

### Octogonal Final
|  |                           |
|  | Promovidos à Série B 2007 |

Grupo 29
| Grupo 29 | Grupo 29          | Grupo 29 | Grupo 29 | Grupo 29 | Grupo 29 | Grupo 29 | Grupo 29 | Grupo 29 | Grupo 29 |
| Team     | Team              | Pts      | J        | V        | E        | D        | GP       | GC       | SG       |
| -------- | ----------------- | -------- | -------- | -------- | -------- | -------- | -------- | -------- | -------- |
| 1        | Criciúma          | 31       | 14       | 9        | 4        | 1        | 27       | 11       | 16       |
| 2        | Vitória           | 25       | 14       | 8        | 1        | 5        | 23       | 18       | 5        |
| 3        | Ipatinga          | 24       | 14       | 7        | 3        | 4        | 21       | 15       | 6        |
| 4        | Grêmio Barueri    | 23       | 14       | 7        | 2        | 5        | 27       | 22       | 5        |
| 5        | Ferroviário       | 19       | 14       | 6        | 1        | 7        | 21       | 26       | -5       |
| 6        | Bahia             | 14       | 14       | 4        | 2        | 8        | 21       | 30       | -9       |
| 7        | Brasil de Pelotas | 13       | 14       | 4        | 1        | 9        | 16       | 25       | -9       |
| 8        | Treze             | 11       | 14       | 3        | 2        | 9        | 17       | 26       | -9       |

| Pts – Pontos ganhos; J – Jogos; V - Vitórias; E - Empates; D - Derrotas; GP – Gols pró; GC – Gols contra; SG – Saldo de gols |

## Campeão
| Campeão Brasileiro de 2006 Série C |
| Santa Catarina                     |
| ---------------------------------- |
| Criciúma Esporte Clube 1º título   |